# Iron Custom Motocycles
Iron Custom Motors (ICM) (до лютого 2018 року — Iron Custom Motorcycles (ICM)) — українська кастом-майстерня мотоциклів, заснована в Харкові у 2010 році Ярославом Лутицьким. ICM стала першою українською майстернею, що представила країну на світових та європейських чемпіонатах з кастомайзингу. Офіційну зміну назви на Iron Custom Motors оголошено у лютому 2018 року.
У 2016 році ICM здобула титул чемпіона світу на AMD World Championship of Custom Bike Building у класі café racer з проєктом «Beckman».
У 2017 році команда встановила світовий рекорд швидкості на солончаку Бонневіль з мотоциклом «Inspirium» у класі 350APS-VG (у межах Bonneville Speed Week).
У 2025 році компанія оголосила про відкриття представництва в Лісабоні (Португалія).

## Нагороди на чемпіонатах
| Рік  | Чемпіонат                                      | Клас                     | Нагорода                                   | Проєкт        |
| ---- | ---------------------------------------------- | ------------------------ | ------------------------------------------ | ------------- |
| 2012 | Tricky Air Championship                        | —                        | 4-те місце                                 | «The First»   |
| 2013 | AMD World Championship of Custom Bike Building | Modified Harley-Davidson | 13-те місце                                | «Fetish»      |
| 2014 | Italian Motorcycle Championship                | Freestyle                | 3-тє місце                                 | «Sturmvogel»  |
| 2014 | AMD World Championship of Custom Bike Building | —                        | 4-те місце                                 | «Sturmvogel»  |
| 2015 | Crazy Harley Party 2015                        | Street Performance       | Best custom!                               | «Sturmvogel»  |
| 2016 | AMD World Championship of Custom Bike Building | Cafe Racer               | 1-ше місце                                 | «Beckman»     |
| 2017 | Bonneville Speed Week                          | 350APS-VG                | Світовий рекорд швидкості: 99,764 миль/год | «Inspirium»   |
| 2018 | AMD World Championship of Custom Bike Building | Retro/Modified           | 4-те місце                                 | «Geometric»   |
| 2019 | Приватний проєкт                               | —                        | Реалізований проєкт                        | «Joker»       |
| 2020 | Приватний проєкт                               | —                        | Реалізований проєкт                        | «Quanta R»    |
| 2023 | BMW Motorrad Customizing Championship          | BMW R18                  | Переможець                                 | «Unbreakable» |
| 2024 | Спільний проєкт з BMW Motorrad                 | BMW R18 Dragster         | Реалізований проєкт                        | «Burly»       |

## Проєкти

### The First
Перший проєкт компанії, що брав участь у міжнародному чемпіонаті. Донор — Harley-Davidson Night Rod Special (2009). Кастом у дусі HD з дотриманням HD-стандартів: розрахунки Porsche, двигун Rotax, обважування та колеса V-Rod No-Limit-Custom, шини Avon Venom. Паливний контролер і вихлоп — Vance&Hines. Оснащено повною пневмопідвіскою і передньою вилкою з траверсами Tricky Air; комп’ютеризована система дозволяє змінювати висоту підвіски, жорсткість і порядок накачування.

### Fetish
Донор — Harley-Davidson Rocker C (2008). Оснащено гідроприводом зчеплення і підвіскою B-17 PD «Black Widow». Встановлено однобічний маятник War Eagle та прогресивну підвіску Air Tail.

### Sturmvogel
Кастом у стилі «дизельпанк» з ракетоподібними формами і максимальним функціоналізмом; база — Harley-Davidson XR 1200 (2009). Спортивні сліки RSD, гальмівні системи та машинки PM, підніжки й демпфер LSL. Задня підвіска — за гоночними принципами, з моноамортизатором під двигуном. Маслобак перенесено під мотор, блок керування — у хвіст. Під нижнім обтікачем розміщено радіатор та інші вузли. Установлено титанову вихлопну систему Zard. Додано «суху» систему закису азоту (+20 к.с.). Напів автоматичне зчеплення EFI адаптовано під кастом. Обважування зі склопластику 50–60-х виконано у формі монокока без видимих точок кріплення.

### Beckman
Проєкт створено як café racer кінця 1970-х — початку 1980-х з використанням переважно вітчизняних деталей 1960–1980-х; решту компонентів виготовлено вручну із збереженням технологій доби. Донор — ІЖ Юпітер-4 (1982). Після повної модифікації оригінальних деталей майже не залишилося.
Список модифікацій «Beckman»:
- Заміна штатного двоциліндрового двигуна 27 к.с./5600 об/хв на саморобний трициліндровий (приріст потужності, компактність, мала вага).
- Саморобний картер з трьох частин (на базі ІЖ Юпітер-4).
- Колінвал з полегшеними на 70 % маховиками.
- Розточування циліндрів під поршень 64 мм, усадка висоти −12 мм, розширення каналів/вікон ≈30 % (5 продувних, 1 впуск, 1 випуск), фаза випуску 175°, ступінь стиснення 12; середній циліндр з більшим тепловим зазором; корпуси під пелюсткові клапани Yamaha Banshee 350.
- Камери згоряння: бокові — від ІЖ-Ю-3, центральна — від ІЖ-Ю-5.
- Збільшено розміри всіх підшипників; шатуни — ЧЗ-250; поршні — Yamaha RD-350.
- Чотириступенева КПП (ІЖ Ш-12) з подовженим валом; керамічне зчеплення власного виготовлення.
- Електронне безконтактне запалення, розроблене під мотор.
- Три карбюратори Mikuni VM26; саморобний привід від ручки газу.
- Фактичний об’єм — 555 см³, потужність >50 к.с. при 7500 об/хв.
- Саморобна вихлопна система з нержавіючої сталі.
- Модифікація задньої частини рами Jawa 350 type 634; саморобний маятник під моноамортизатор.
- Передня короткоричажна вилка К-750, ретро-демпфер тертя (вузли від ІЖ-49 та М-72).
- Двопоршневі барабани з охолодженням, подовжена задня маточина; шини Firestone Deluxe Champion 4.50-18.
- Саморобний бак з подвійним дном і вентиляцією; окремий кран на кожен карбюратор; форма «під епоху».
- Задній обтікач, ліхтар від ГАЗ-51; кастомне сидіння та оббивки з термовінілом.
- Передній обтікач і панель приладів (спідометр ІЖ-49 і замок запалення).
- Нижній обтікач з вентиляцією; фарбування у вінтажних зелених/червоних тонах; ручні гравіювання.

## Світовий рекорд швидкості мотоцикла «Inspirium»
13 серпня 2017 року команда ICM встановила світовий рекорд швидкості на мотоциклі «Inspirium» класу 350APS-VG — 99,764 миль/год (07:53). Клас включає спеціально збудовані вінтажні мотоцикли з обтічником, об’ємом до 350 см³, випущені до 1955 року, на бензині і без сучасної електроніки (інжектори, ЕБУ тощо). Рекорд встановлено на солончаку Бонневіль у рамках Bonneville Speed Week 2017.
Швидкість першого заїзду — 99,197 миль/год, другого — 100,331 миль/год; максимальна середня — 104,106 миль/год.

### Попередній рекорд
У 2013 році французька команда Ecole De La Performance встановила попередній рекорд — 86,818 миль/год (мотоцикл AMC).

### Технічні характеристики «Inspirium»
| Рік побудови  | 2015–2017                |
| База          | ІЖ-49, 1953 року випуску |
| Об’єм двигуна | 350 см³                  |
| Рама          | ICM                      |
| Обважування   | ICM                      |
| Потужність    | 36 к. с.                 |

### Geometric
Проєкт GEOMETRIC — не просто мотоцикл, а матеріалізована фантазія інженера-мрійника, втілена командою Iron Custom Motors у чистій формі ретро-футуризму.  
Поєднання точних геометричних форм, мінімалістичних ліній і високої концентрації інженерних рішень. Простота і складність тут йдуть поруч, створюючи гармонію, де кожна деталь — витвір мистецтва.
⚙ Основа — ранній двигун ІЖ «Юпітер», буквально «залитий» у раму. Конструкція настільки компактна, що мотор збирається безпосередньо всередині мотоцикла. Коробка — з дуже короткими передатними числами і акцентом на тягу; випуск — ультракороткий, підкреслює «локомотивний» характер двотактника.  
Ланцюг — повністю ручної роботи, дворядний; зірочки — теж кастом. Кульмінація — переднє колесо: перша у світі **спицювана безступична** конструкція. Його доповнює алюмінієвий обтічник-крило, з-під якого видно лише кліпони.  
Передня підвіска — доопрацьований гірдер, спроєктований під це колесо. Прилади — мінімалізм (швидкість і напруга). Фара — кастомна, з характерним блакитним сяйвом.  
Дизайн: геометричний протектор, травлення бака, комбінована шкіра на сидінні, грипсах і підніжках, оплітка проводки, кольорові шланги, чорні карбюратори — кожен штрих поєднує минуле і майбутнє.
GEOMETRIC — виклик буденності: «рухома скульптура», де технології та дизайн живуть в ідеальному синхроні.

### Joker
Проєкт JOKER — мотоцикл, який неможливо забути. Створений, щоб дарувати драйв, емоції та усмішку під час щоденних міських поїздок.  
Основа — Harley-Davidson Dyna Street Bob, байк для «вічно молодих». Усе зайве прибрано — лише сутність: швидкість, характер і виразний результат.
Що зроблено:  
- Колеса 3.5×21" і 8×20" з шинами 120/70-21 і 200/40-20 та збільшеним ходом підвіски.
- Перевернута вилка American Suspension із «схованою» розводкою гальмівних магістралей.
- Амортизатори Legend з регулюваннями і додатковим ходом +1,5".
- Перероблена рама, хвіст і маятник під нові розміри коліс.
- Оптимізована посадка: стріт-руль і кастомне сидіння.
- Топ-компоненти: гальмівні диски Galfer, гідрозчеплення, деталі Performance Machine, вихлоп Vance & Hines, армовані шланги.
- Електроніка: спідометр Motogadget, індикатори Kellermann, фара у стилі V-Rod.
- Найсміливіше — фарбування: **9 кольорів**, мікс класичної палітри та геометрії; поп-арт і панк в одному образі.

Ми називаємо його: JOKER.

### Quanta R
Quanta R — машина, що стерла межу між автомобілем і мотоциклом. Створена Iron Custom Motors для Geneva International Motor Show та Goodwood Festival of Speed: свобода і адреналін мотоцикла в поєднанні з безпекою та стійкістю авто.
Основа — просторовий трубчастий каркас і «серце» від Subaru: тюнінгований 2,5-літровий двигун, спортивна АКП, повний привід, підвіска Bilstein B16, карбон-керамічні гальма Brembo, ковані диски Vossen і шини Continental 335/25R22.  
П’ять режимів потужності — від 350 до 600 к.с. — із вприском метанолу для стабільності на піку. 0–100 км/год — менш ніж за 3 с; максимальна швидкість — 200 км/год. Маса ≈750 кг.
Кузов з алюмінію, вручну виготовлений і пофарбований у глибокий графіт-мат, приховує двомісну компоновку: місце пасажира під зсувною кришкою; підігрів сидінь для обох.  
Рульове — розробка ICM за логікою квадроцикла, з електропідсилювачем. Керування АКП — кнопкове, повністю герметизоване.  
Аудіосистема Alpine Marine: 6 динаміків, сабвуфер, 2 підсилювачі, підтримка будь-яких джерел.  
Деталі: карбонові дзеркала/кришки/панелі; кастомний вихлоп; фірмова оптика; синя рама і пружини контрастують із матово-чорним кузовом; жовті супорти підкреслюють характер Brembo.  
Образ доповнює маска райдера від Bob Basset, створена спеціально для проєкту.
Quanta R — для тих, хто обирає виклик, стиль і драйв, залишаючись у тіні за маскою чи шоломом. Це не просто квадроцикл — маніфест швидкості, інженерії та індивідуальності.

### Unbreakable
Unbreakable — проєкт, що започаткував партнерство Iron Custom Motors і BMW Motorrad Ukraine. 2023 року майстерня вперше виступила на BMW Motorrad Customizing Championship і здобула перемогу — **Winner**.
Проєкт виконано повністю в майстерні — від перших ескізів до фінального штриха — як маніфест інженерної зухвалості та дизайнерської сміливості.  
Основа — BMW R18, переосмислений до невпізнанності. Уперше для цієї моделі реалізовано низку рішень:
- ексклюзивний алюмінієвий обвіс;
- пневмопідвіска;
- унікальні колеса 120/70R23 і 180/50R21;
- ексклюзивні вихлоп, кермо, грипси, підніжки та десятки деталей ручної роботи.

Мета — надати мотоциклу атлетичного й динамічного характеру, підкреслити красу двигуна і поєднати чисті мінімалістичні лінії зі складною інженерією. Чорний глянець і мат з елементами українського орнаменту надали проєкту впізнаваної індивідуальності.
Після світової прем’єри на BMW Motorrad Welt проєкт повернувся в Україну і був проданий на благодійному аукціоні; усі кошти спрямовано до фонду захисту дітей.

### Burly
Burly (2024) — продовження співпраці з BMW Motorrad Ukraine і крок у новий етап: створення **лінійки деталей** для BMW R18 без аналогів.
Результат — комплект кузовних елементів, що заново визначає можливості моделі: класичний R18 перетворено на потужний, зухвалий і стильний драгстер.
Створено:
- колеса 120/70R23 і 280/35R18;
- ексклюзивні диски власного дизайну;
- пневмопідвіска з регулюванням жорсткості та пультом на кермі;
- легкий і міцний карбоновий обвіс;
- кастомний вихлоп з впізнаваним звучанням;
- оригінальна світлотехніка та органи керування;
- кастомні підніжки, грипси, кермо та десятки елементів.

Burly — це емоція: виготовлено десятки комплектів, власники R18 отримали можливість вийти за межі заводської конфігурації і зібрати мотоцикл мрії.

## Нагороди у чемпіонатах
| Рік  | Чемпіонат                                      | Клас                           | Нагорода                                      | Проект       |
| ---- | ---------------------------------------------- | ------------------------------ | --------------------------------------------- | ------------ |
| 2012 | Tricky Air Championship                        | -                              | 4-е місце                                     | «The First»  |
| 2013 | AMD World Championship of Custom Bike Building | Modified Harley-Davidson class | 13 місце                                      | «Fetish»     |
| 2014 | Italian Motorcycle Championship                | Freestyle Class                | 3-тє місце                                    | «Sturmvogel» |
| 2014 | AMD World Championship of Custom Bike Building | -                              | 4-е місце                                     | «Sturmvogel» |
| 2015 | Crazy Harley Party 2015                        | Street Performance Class       | Best custom!                                  | «Sturmvogel» |
| 2016 | AMD World Championship of Custom Bike Building | Cafe Racer Class               | 1-е місце                                     | «Beckman»    |
| 2017 | Bonneville Speed Week                          | 350APS-VG                      | Світовий рекорд швидкості: 99.764 милі/година | «Inspirium»  |

## Проекти

### The first
Компанія вперше взяла участь у міжнародному чемпіонаті з проектом, що базувався на мотоциклі HD Night Rod Special, випущеному у 2009 році. Цей мотоцикл був використаний як основа для створення унікального кастомного дизайну у стилі HD, що повністю відповідає високим стандартам компанії HD. Важливі інженерні рішення були взяті з досвіду Porsche, двигун був наданий компанією Rotax. Відмітним обважуванням та колесами, обраними для проекту, стали компоненти V-Rod – No Limit Custom. Для забезпечення оптимальної продуктивності було обрано шини від Avon Venom, а для контролю за паливною системою та вихлопом було впроваджено продукти від Vance&Hines. Особливістю моделі стала наявність повноцінної пневматичної підвіски та передньої вилки із траверсами, взятими з Tricky Air. Застосування комп'ютеризованої системи дозволяє користувачеві легко регулювати висоту підвіски, її жорсткість та порядок проведення накачування.

### Fetish
Як вихідну основу для майбутнього індивідуального проекту було обрано мотоцикл Harley Davidson HD Rocker C 2008 року випуску. Проект включає застосування гідравлічного управління зчеплення і задньої підвіски B-17 PD «Чорна Вдова». Додатково фахівці з ICM встановили односторонній маятниковий важіль War Eagle та інноваційну повітряну підвіску Air Tail.

### Sturmvogel
Автори цього кастомного мотоцикла надихнулися концепцією «дизельпанк», прагнучи створити модель з вираженими ракетоподібними формами та високим ступенем функціональності. Вони використовували Harley-Davidson XR 1200 2009 випуску як базу. У процесі модифікації були використані спортивні сликові колеса RSD, гальмівні системи та машини від PM, підніжки та демпфер від LSL. Задня підвіска була розроблена з урахуванням гоночних технологій, що передбачають одиночний амортизатор під двигуном. Передня кастомізована ділянка мотоцикла також зазнала змін для полегшення задньої частини і переміщення центру тяжіння вниз. Резервуар для масла був переміщений під двигун, а блок управління був перенесений в задню частину моделі. Нижній обтічник є місцем для радіатора та інших компонентів. На додаток до цього, на мотоцикл була встановлена титанова вихлопна система від компанії Zard.
Впроваджено «суху» систему азотного окису, яка надає мотоциклу додаткові 20 кінських сил до вже наявних 80. Напівавтоматична система зчеплення EFI була оптимізована спеціально під цей кастом.
Обвіс виконаний з популярного в 50-х, 60-х роках матеріалу - склопластику, що є інноваційним рішенням відповідно до обраного футуристичного стилю. Додатково, дизайн обвісу включає монококову форму без помітних точок кріплення, що надає стилю ще більш ексклюзивний вигляд.

### Beckman
Ідея реалізації цієї кастомізаційної концепції була натхненна рідним мотоциклом. Проект був розроблений як інтерпретація Café Racer стилю останніх десятиліть 20-го століття, точніше кінця 70-х та початку 80-х років. Саме в цьому дусі було підібрано компоненти, використовуючи виключно вітчизняні деталі періоду з 60-х до 80-х років. Інші елементи були ручної роботи майстрами ICM з дотриманням характерних технологій вказаної епохи.
Проект отримав ім'я «Beckman» на честь Вільгельма Бекмана, радянського інженера-конструктора, професора, затятого спортсмена та наставника у мотоциклетному спорті. Вільгельм Бекман також відомий як автор безлічі книг з мотоспорту та дизайну мотоциклів. Цей проект був створений на основі його ідей та методів, що відповідають інженерним та конструкторським підходам тієї епохи.
Кастом був створений на базі донорського ІЖ Юпітер-4 1982 випуску. У результаті повної трансформації майже всі оригінальні елементи мотоцикла замінили модифікованими компонентами, адаптованими до нового стилю.
Ось список основних модифікацій, внесених до проекту «Beckman»:
- Вихідний двоциліндровий двигун потужністю 27 кінських сил при 5600 оборотах за хвилину був замінений на саморобний трициліндровий двигун. Ця модифікація значно підвищила потужність мотоцикла, забезпечивши приріст продуктивності. Більш того, новий двигун також сприяв компактності та легкості всієї моделі, покращуючи загальну ергономіку та маневреність мотоцикла.
- Виготовлено саморобний масляний картерний пристрій для двигуна, що складається з трьох компонентів, що базується на моделі мотоцикла ІЖ Юпітер-4.
- Виготовлення колінчастого валу з маховими колесами, вага яких знижена на 70% порівняно із звичайними.
- Зроблено глибоку модернізацію циліндрів двигуна, що включає ряд важливих змін. Насамперед, здійснено розточування циліндрів під поршень діаметром 64 мм, а також усадка їх за висотою на 12 мм. Крім того, було проведено розширення каналів і вікон на 30%, що включає створення п'яти каналів продування, одного впускного і одного випускного. Фаза випуску складає 175 градусів, а ступінь стиснення сягає 12. Додатково здійснено встановлення середнього циліндра зі збільшеним тепловим зазором. Також були створені та успішно встановлені корпуси, призначені для пелюсткових клапанів Yamaha Banshee 350.
- Оновлення камер згоряння в циліндрових головках: у бічних головках циліндрів застосовуються камери, адаптовані від ІЖ Юпітер-3, а в центральній - від ІЖ Юпітер-5.
- Розмір усіх підшипників було збільшено.
- Використовувалися поршні від Yamaha RD-350 та модифіковані шатуни від ЧЗ-250.
- Було проведено встановлення та модернізацію чотириступінчастої коробки передач шляхом додавання подовженого валу (взятого з ІЖ Ш-12).
- Встановлено саморобне керамічне зчеплення.
- Створена спеціально для цього двигуна, була впроваджена електронна безконтактна система запалювання.
- Встановлено три карбюратори Mikuni VM26 та вручну виготовлено механізм управління від рукоятки газу.
- Всі ці зміни, згадані вище, призвели до того, що реальний об'єм двигуна тепер становить 555 кубічних сантиметрів. Його потужність перевищує 50 кінських сил і досягає цієї позначки при 7500 оборотах за хвилину.
- Створена та налаштована спеціально для цього двигуна, була виготовлена вихлопна система, виготовлена вручну з нержавіючої сталі.
- Модифікація задньої рами Jawa350 type 634.
- Створення саморобного маятника під установку моноамортизатора.
- Внесення змін до передньої коротковажільної вилки, розробленої для моделі К-750, щоб вона підходила для цієї рами, є завданням модифікації. У процесі модифікації передбачається встановлення ретро-демпфера, що працює на основі принципу тертя. Цей демпфер розроблений з використанням елементів, взятих з демпферів, що застосовуються у мотоциклах ІЖ-49 та М-72.
- Внесено зміни в дизайн і функціональність, пов'язані із заміною стандартних колісних барабанів на двопоршневі моделі, які мають додаткову систему охолодження для гальм. Також було проведено заміну задніх маточок на більш довгі варіанти. Для забезпечення оптимальних характеристик на дорозі вибрано гуму Firestone Deluxe Champion розміром 450-18.
- Створення та встановлення бака зроблено вручну із застосуванням подвійного дна, є отвори для забезпечення вентиляції нижньої частини та нанесена термозахисна покришка. Для кожного із трьох карбюраторів передбачений окремий кран. Форма бака має квадратно-округлий дизайн, що відповідає стилістичним тенденціям вказаного часу.
- Установка заднього обтічника додає стилістичного акценту, який гармонійно поєднується з формою бака. Замість звичайної задньої фари тут розміщено ліхтар від автомобіля ГАЗ-51, при цьому всередині нього розташована сучасна електрична система освітлення.
- Виготовлення та встановлення саморобного сидіння. На сидінні мотоцикла також виконані оббивка курків, мотоцикла, рукояток, кікстартера та підніжки з використанням термовініла.
- Створення саморобного переднього обтічника та панелі приладів. В даному випадку, приладова панель включає спідометр, взятий з мотоцикла Іж-49, і механізм замку запалювання. Інші частини було знято з метою зменшення загальної ваги конструкції.
- Монтаж нижнього обтічника з отворами для вентиляції, призначеними для охолодження двигуна та зменшення загальної ваги моделі.
- Виконані фарбувальні маніпуляції включають акуратне нанесення вінтажних зелених і червоних відтінків на поверхні транспортного засобу. Для надання сучасного вигляду та захисту деталей двигуна та коліс було використано алюмінієве оздоблення. Особливий акцент на мідних медалях, які додають металеву палітру. Додатково, гравіювання, що виділяються, виконані вручну на алюмінієвих і мідних поверхнях.

## Світовий рекорд швидкості мотоцикла Inspirium
13 серпня 2017 року команда ICM встановила новий світовий рекорд швидкості, використовуючи спеціально розроблений мотоцикл класу Inspirium 350APS-VG.
Цей клас включає особливо створені вінтажні мотоцикли з обтічником, у яких об'єм двигуна не перевищує 350 кубічних сантиметрів. Вони були виготовлені до 1955 року, функціонують на бензині та позбавлені сучасних електронних компонентів, таких як інжектори, комп'ютери тощо.
У 2017 році на озері Бонневіль у рамках змагання Bonneville Speed Week було встановлено світовий рекорд швидкості.
13 серпня 2017 року о 07:53 команда ICM досягла світового рекорду швидкості на мотоциклі Inspirium класу 350APS-VG, встановивши рекордну позначку 99.764 милі на годину.
Швидкість, з якою пройшов перший заїзд мотоцикла, становила 99.197 милі на годину, другий заїзд був здійснений зі швидкістю 100.331 милі на годину і найбільша середня швидкість протягом усієї дистанції склала 104.106 милі на годину.

### Попередній рекорд
У 2013 році французька команда Ecole De La Performance встановила попередній рекорд цього класу, використовуючи мотоцикл AMC. Вони досягли швидкості 86.818 миль на годину.

### Технічні характеристики мотоцикла Inspirium
| Рік будівництва | 2015-2017 рр.                     |
| База            | Мотоцикл ІЖ-49, 1953 року випуску |
| Об'єм двигуна   | 350 куб. див.                     |
| Рама            | ICM                               |
| Обважування     | ICM                               |
| Потужність      | 36 л. с.                          |